# Eric Gill

Gill Sans (1928)

Arthur Eric Rowton Gill  (Brighton, 22 februari 1882 – Uxbridge, 17 november 1940) was een Engelse beeldhouwer, letterontwerper en ontwerper van uithangborden.

## Leven en werk
Gill werd geboren in Brighton. De familie Gill verhuisde in 1897 naar Chichester, waar hij de Technical and Art School bezocht. In 1900 startte hij in Londen een praktijkopleiding architectuur bij W.D. Caroe. Hij bezocht 's avonds een opleiding tot steenbeeldhouwer aan het Westminster Technical Institute en een opleiding kalligrafie aan de Central School of Arts and Crafts.
Gill werd in deze periode sterk beïnvloed door Edward Johnston, de 'vader' van de moderne kalligrafie en schepper van de belettering van de London Underground. In 1903 stopte Gill zijn studie architectuur en begon zijn carrière als letterontwerper en beeldhouwer.
Na zijn overlijden kwam aan het licht dat hij zijn twee oudste dochters seksueel had misbruikt en met zijn zusters een incestueuze relatie had gehad.

## Ontwerper
Gill was ontwerper voor de Golden Cockerel Press en runde samen met zijn zwager een eigen drukkerij, Hague & Gill.
Zijn bekendste letterontwerpen zijn door Monotype gefabriceerd, maar Gill ontwierp ook speciaal voor drukkerijen.

Het lettertype Gill Sans is zijn beroemdste creatie, en is sterk geïnspireerd op de London Transport belettering van zijn meester Johnston. Andere bekende lettertypes van Gill zijn Perpetua en Joanna.

### Lettertypen
Bekende lettertypen van Eric Gill:
- Perpetua (1925)
- Gill Sans (1928)
- ITC Golden Cockerel

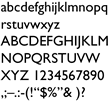
Lettertype Gill Sans (1928)

- ITC Golden Cockerel Initials & Ornaments (1929)
- Solus (1929)
- Joanna (1930-1931)
- Floriated Capitals (1932)
- Aries (1932)
- Bunyan (1934)
- Jubilee (1934)
- Pilgrim (1953)
- Gill Display Compressed
- Gill Hebrew

## Beeldhouwer
Gills beeldhouwwerken zijn vooral reliëfs in steen. Hij was lid van de Arts and Crafts Movement. Bekende voorbeelden zijn:
- Prospero and Ariel, BBC Broadcasting House in Londen
- Crucifixion en John the Baptist, Guildford Cathedral in Guildford
- North Wind (1928), London Undergroud Building aan 55 Broadway in Londen
- Cavendish crocodile (1933) in Cambridge (onderdeel van Cambridge Sculpture Trail 2)
- The creation of Adam (1938), drie bas-reliëfs voor het Palais de Nations van de Volkenbond in Genève

### Fotogalerij reliëfs

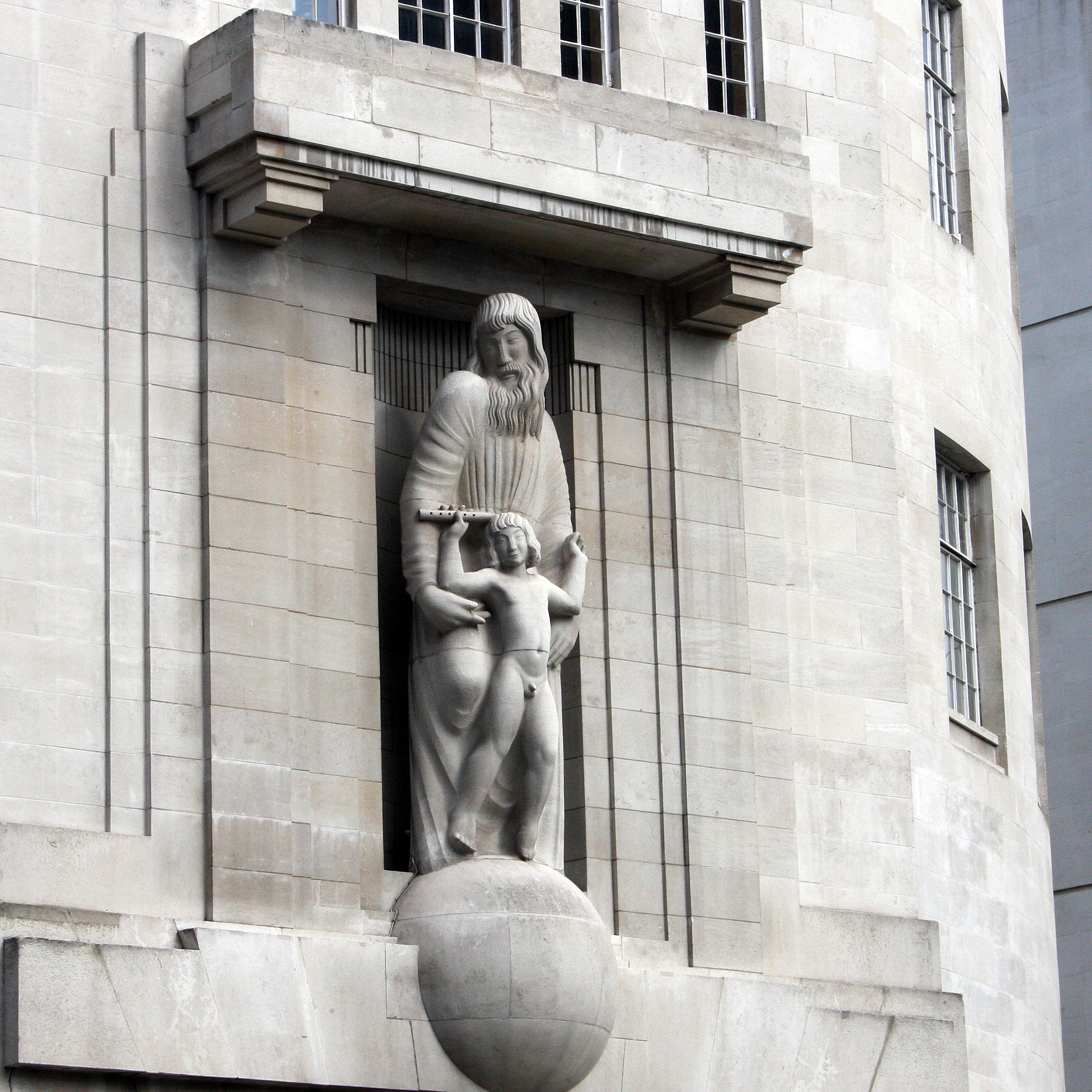
Prospero and Ariel
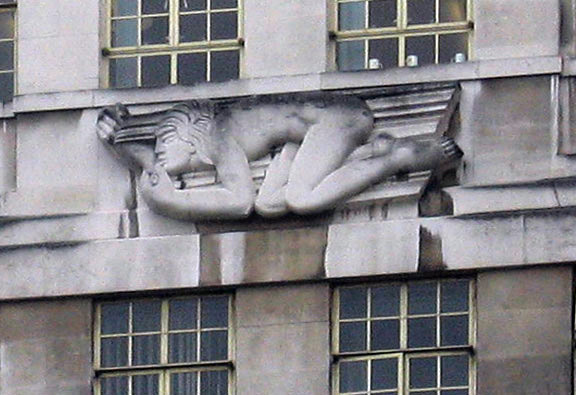
North Wind
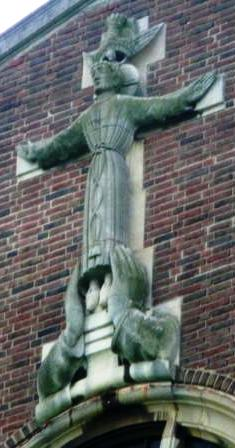
Crucifixion
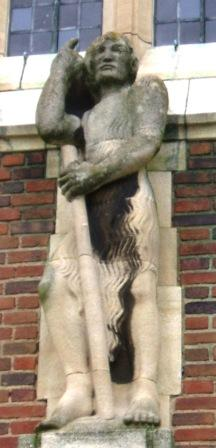
John the Baptist